# Mesame Dasi
Mesame Dasi (georgisk: მესამე დასი) var det det første socialdemokratiske parti i Kaukasus. Partiet havde base i Tbilisi i Georgien.